# Ahmed Adghirni
 (août 2014).
Ahmed Adghirni (né en 1947 - mort le 19 octobre 2020 à Tiznit) est un avocat, écrivain, homme politique et militant des droits de l’homme amazigh chleuh originaire de Souss.

## Biographie
Ahmed Adghirni est né le 5 mai 1947 à Aït Ali à Aït Baâmrane dans le Souss.
C'est un militant politique amazigh. Il a également été très actif au Congrès mondial amazigh, participant entre autres au "pré-congrès" de Saint-Rome-de-Dolan (1995) et au premier congrès de Las Palmas de Grande Canarie (août 1997).

### Romans
- Les larmes de l'orgesse
- La ville de la fin

Il est également fondateur de deux revues amazighes : Tamaziɣt et Amzday.